# MartinLogan
MartinLogan är en amerikansk tillverkare av elektrostathögtalare. Företaget grundades 1979 i Lawrence, Kansas av arkitekten och reklammannen Gayle Martin Sanders och elektroteknikern Ron Logan Sutherland. Deras första högtalarprototyp var framtagen 1980.